# Thượng Phúc
Thượng Phúc là một xã thuộc thành phố Hà Nội, thủ đô của Việt Nam. Được thành lập trên cơ sở hợp nhất toàn bộ diện tích và dân số của 5 xã: Tân Minh, Nguyễn Trãi, Quất Động, Nghiêm Xuyên và Dũng Tiến của huyện Thường Tín (cũ), trong đợt Sáp nhập tỉnh, thành Việt Nam 2025.

## Hành chính
Xã Thượng Phúc được thành lập theo Nghị quyết số 1656/NQ-UBTVQH15 của Ủy ban Thường vụ Quốc hội Việt Nam, về việc sắp xếp các đơn vị hành chính cấp xã của thành phố Hà Nội năm 2025, ban hành ngày 16 tháng 6 năm 2025. Theo đó, sắp xếp toàn bộ diện tích và dân số của 5 xã: Tân Minh, Nguyễn Trãi, Quất Động, Nghiêm Xuyên và Dũng Tiến của huyện Thường Tín (cũ) thành xã mới có tên gọi là xã Thượng Phúc.
Sau sáp nhập, xã có diện tích 28,95km², dân số hơn 46.000 người sinh sống ở 32 thôn. Trụ sở Đảng uỷ xã đặt tại thôn Đô Quan (trụ sở xã Quất Động cũ) và trụ sở UBND xã đặt tại thôn Mai Sao (trụ sở xã Nguyễn Trãi cũ).
Xã Thượng Phúc có vị trí địa lý thuận lợi khi nằm ở điểm giao thoa của nhiều khu vực lân cận:
- Phía Đông giáp xã Chương Dương.
- Phía Tây giáp xã Phượng Dực và xã Dân Hòa.
- Phía Nam giáp xã Phú Xuyên.
- Phía Bắc giáp xã Thường Tín.

Ngoài ra, Quốc lộ 1A và tuyến đường sắt Bắc - Nam chạy qua địa bàn xã, giúp Thượng Phúc dễ dàng kết nối với các khu vực khác, thúc đẩy phát triển giao thương và dịch vụ.
Xã Thượng Phúc mới đang bước vào một thời kỳ chuyển mình quan trọng, với tinh thần chủ động và quyết liệt trong quá trình chuẩn bị và vận hành thử nghiệm mô hình chính quyền địa phương hai cấp, sẵn sàng khai mở chặng đường phát triển mới mang tính toàn diện, hiện đại và bền vững.

## Đặc điểm văn hoá - xã hội[7]
Xã Thượng Phúc là một vùng đất giàu truyền thống văn hóa với những di tích tín ngưỡng đặc sắc. Lịch sử còn ghi chép lại, Thượng Phúc nổi tiếng với tín ngưỡng đa thần thờ Tứ Pháp, xưa kia khi khoa học chưa phát triển, con người hình dung tất cả các hiện tượng thiên nhiên đều là thần thánh nên mới có tín ngưỡng thờ Tứ Pháp gắn với những ngôi chùa, tiêu biểu như chùa Đậu ở làng Gia Phúc (Nguyễn Trãi) thờ thần mưa.
Xã có những lễ hội mang đậm bản sắc dân tộc, thể hiện sự gắn bó của cộng đồng như lễ hội chùa Đậu  (Nguyễn Trãi), lễ hội bơi chải ngày 2/9 thôn Cống Xuyên, lễ hội truyền thống gắn với đình - đền Quất Tỉnh…
Không chỉ là vùng đất danh hương, khoa bảng, xã Thượng Phúc còn nổi tiếng với hệ thống di tích lịch sử, không gian tín ngưỡng và các lễ hội văn hóa truyền thống đặc sắc. Nơi đây tiếp nhận và lưu giữ nhiều giá trị văn hóa dân gian tiêu biểu của vùng phía Nam Thăng Long - Hà Nội, với các lễ hội mang đậm bản sắc địa phương thường được tổ chức vào dịp đầu xuân hằng năm.
Nét nổi bật ở Thượng Phúc chính là tín ngưỡng thờ tổ nghề. Tín ngưỡng thờ tổ nghề đã trở thành nét văn hóa truyền thống đặc sắc, thể hiện sự biết ơn đến những vị sáng lập, mở mang ngành nghề cho nhân dân. Ở hầu hết các làng nghề của Thượng Phúc, trong những ngôi đình, đền, miếu đều đặt ban thờ tổ nghề bên cạnh ban thờ đức Thành hoàng làng như đình Cống Xuyên,…
Xã có những làng nghề truyền thống như làng thêu Quất Động, thêu Dũng Tiến, dệt, thợ nề Cống Xuyên và các nghề thủ công khác. Những làng nghề này là nơi lưu giữ và phát triển những kỹ năng thủ công truyền thống của địa phương.
Các trường mầm non, THCS, THPT triển khai vận dụng các phương pháp, kỹ thuật dạy học tích cực và thực hiện việc đổi mới phương pháp dạy và học. Một số trường tiêu biểu trên địa bàn xã có thể kể đến như: Trường Mầm non Hòa Bình, Thắng Lợi; Trường Tiểu học Nguyễn Trãi, Trường THCS Dũng Tiến,…
Trên địa bàn xã hiện có hệ thống trạm y tế cơ sở đảm nhiệm chức năng chăm sóc sức khỏe ban đầu, khám chữa bệnh thông thường và chăm sóc sức khỏe sinh sản định kỳ cho người dân. Bên cạnh đó, một số phòng khám đa khoa được đầu tư trang thiết bị y tế hiện đại, hoạt động với nhiều chuyên khoa, đáp ứng hiệu quả nhu cầu khám chữa bệnh chuyên sâu của người dân địa phương.

## Hình ảnh

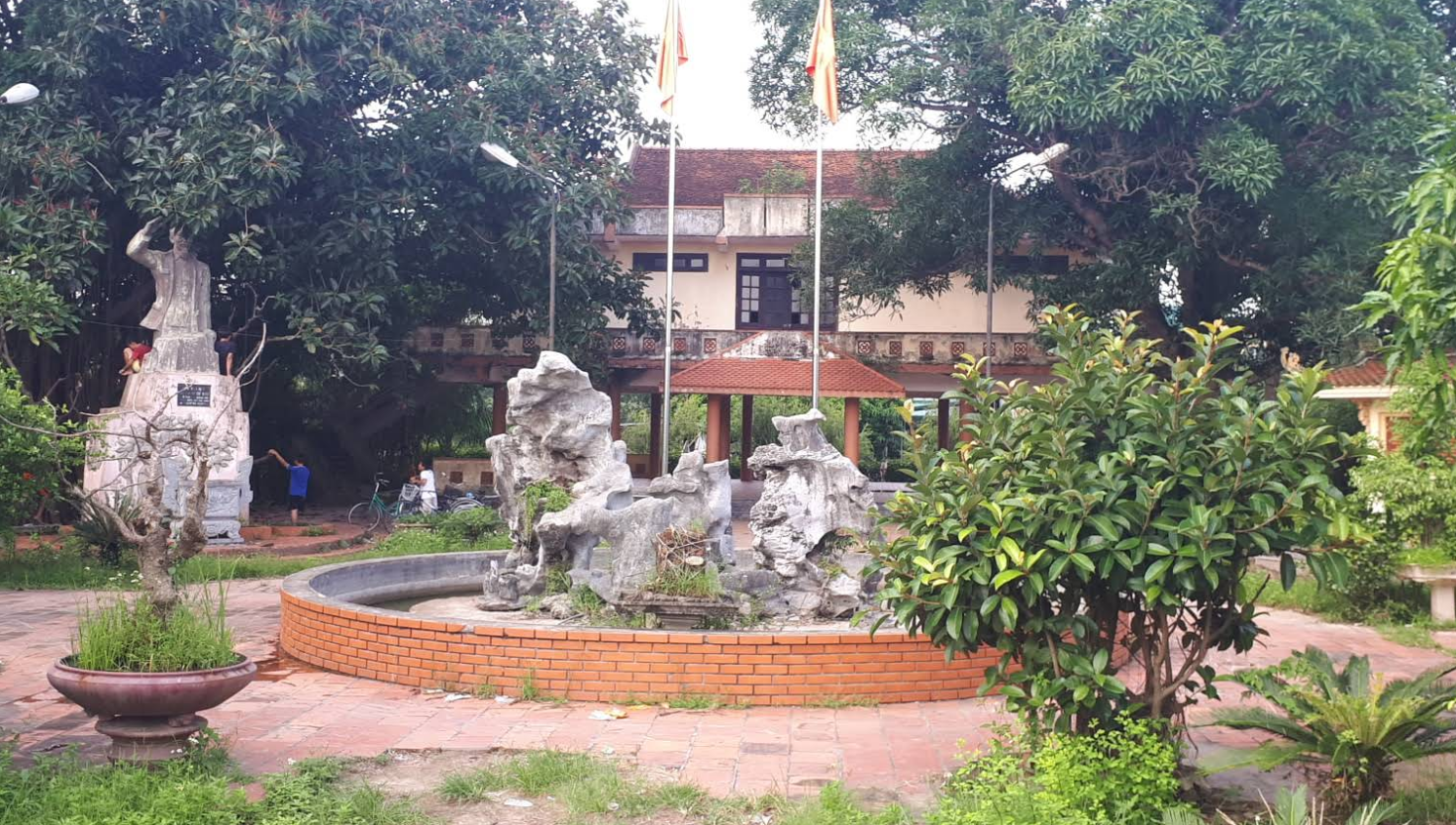
Nhà lưu niệm Bác Hồ tại thôn Cống Xuyên